# Steinebach (Kinzig)
Der Steinebach (auch Steinaubach oder Steineaubach genannt) ist ein gut dreiundzwanzig Kilometer langer rechter und nordöstlicher Zufluss der Kinzig in Hessen.

## Geografie

### Verlauf
Der Steinebach entspringt nordöstlich der ehemaligen Burg Naxburg nördlich von Freiensteinau.
Sein Lauf geht zunächst in südlicher Richtung. Nördlich von Freiensteinau schlägt der Bach einen kleinen Bogen in nördlicher Richtung, um danach bis Freiensteinau-Reinhards in östlicher Richtung zufließen. Er fließt nun eine kleine Strecke nach Südosten und wechselt dann in Richtung Süden, seiner Hauptfließrichtung, welcher er bis zu dem Erreichen von Steinau beibehält. Er fließt am westlichen Rand der Ortschaft Steinau an der Straße-Hintersteinau vorbei. Südöstlich von Steinau-Uerzell fließt ihm von der rechten Seite das Uerzeller Wasser und bei Schlüchtern-Kressenbach, der gleichnamige Bach, von der linken Seite zu. Südlich von Kressenbach fließt er eine größere Strecke durch ein bewaldetes Naturschutzgebiet. Kurz nach der Unterquerung der A 66 erreicht der Bach den Stadtrand von Steinau. Er wechselt dort seinen Lauf in Richtung Südwesten und mündet schließlich nördlich der Bahnhofsstraße in die Kinzig.

### Zuflüsse
- Kieselwasser (rechts)
- Weihrichwasser (rechts)
- Rossbach (links)
- Schoppenwasser (links)
- Elkerswasser (links)
- Ürzeller Wasser (Steinaubach, Mittellaufname dieses Zuflusses) (rechts), 4,5 km, mitsamt Oberlauf Steinabach 7,9 km
  - Steinbach (auch Steinabach, linker Quellbach[6]), 3,4 km
  - Rötlingsbach (rechter Quellbach), 1,8 km
    - Wöllbach (rechts), 2,8 km
- Kressenbach (links), 3,1 km

### Flusssystem Kinzig
- Fließgewässer im Flusssystem Kinzig